# Duttonite
La duttonite è un minerale idrossido di vanadio. Il nome deriva da Clarence Edward Dutton, un geologo e ufficiale dell'esercito americano.